# کاپرپلیت

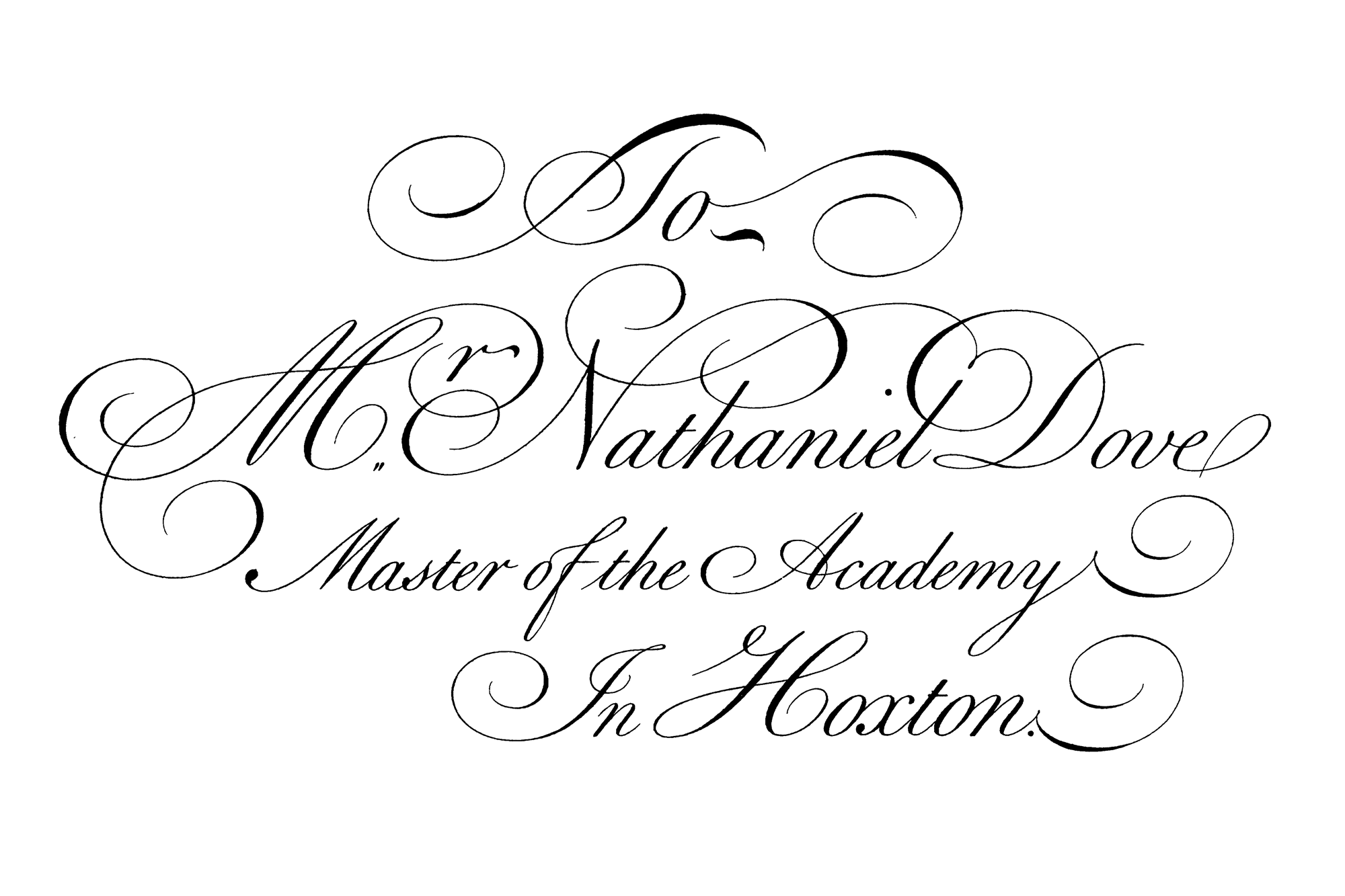
خط مسی کاپرپلیت

خط مسی کاپرپلیت (انگلیسی: Copperplate script) سبکی از خوشنویسی است که بیشتر با زبان انگلیسی Roundhand مرتبط است. اگر چه اغلب به عنوان یک اصطلاح چتر برای اشکال مختلف خوشنویسی با قلم نوک تیز استفاده می شود، Copperplate با دقت بیشتر به سبک های خطی اشاره دارد که در کتاب های کپی ایجاد شده با استفاده از روش چاپ قلمی ایجاد شده است.